# P. S. Я кохаю тебе
P.S. Я кохаю тебе (англ. P.S. I Love You) — романтична драма 2007 року режисера Річарда ЛаГравенезе на основі однойменного роману Сесилії Агерн.
В США прем'єра фільму відбулася 21 грудня 2007 року. В Україні фільм випустила в прокат компанія «Аврора-фільм» 14 лютого 2008 року.

## Сюжет
Голлі в 19 років вийшла заміж за ірландця Джеррі. Вони прожили разом 9 років, та потім Джеррі помер від пухлини. Голлі було дуже важко починати життя спочатку, проте чоловік подбав про неї й після своєї смерті: щомісяця Голлі отримує невідомо звідки листи від чоловіка з порадами, як їй далі жити. За деякий час Джеррі вдалося вивести Голлі з депресії.

## В ролях
- Гіларі Свонк — Голлі Кеннеді
- Джерард Батлер — Джеррі Кеннеді
- Ліза Кудроу — Деніз Геннессі
- Джина Гершон — Шерон Маккарті
- Джеймс Марстерс — Джон Маккарті
- Кеті Бейтс — Патриція Рейлі
- Гаррі Коннік молодший — Деніел Коннеллі
- Джеффрі Дін Морган — Вільям Ґаллахер
- Неллі Маккей — К'яра Рейлі

## Виробництво
- Фільм знімався в Нью-Йорку та в графстві Віклоу, Ірландія.

## Музика
У фільмі було використано такі композиції:
- The Pogues — «Кохатиму тебе до кінця» (Love You 'Till the End)
- Джеймс Блант — Та сама помилка (Same Mistake)
- Needtobreathe — Більше часу (More Time)
- Лаура Ізібор — Карусель (Carousel)
- Hope — Вежа (Fortress)
- Раян Стар — Останній потяг додому (Last Train Home)
- Паоло Нутіні — Перемотка (Rewind)
- Тобі Лайтмен — Моя солодка пісня (My Sweet Song)
- Чак Профет — Жодної іншої любові (No Other Love)
- The Academy Is… — Все, що ми мали (Everything We Had)
- The Stills — На початку (In the Beginning)
- Flogging Molly — Якщо я коли-небудь залишу цей світ живим (If I Ever Leave This World Alive)
- Неллі МакКей — P.S. Я кохаю тебе (P.S. I Love You)
- Джон Павелл — Поцілунки й пиріг (Kisses and Cake)
- Стів Ерл — Дівчинка з Голувея (Galway Girl)
- The Pogues — Казка Нью-Йорку (Fairytale of New York)

## Кінокритика
- На сайті Rotten Tomatoes кінофільм отримав 22 позитивних відгуків і 74 негативних. Таким чином, рейтинг фільму становить 23 %.[3]
- На сайті Metacritic «P.S. Я люблю тебе» отримав оцінку 39.[4]